# السید د گسپری
السید د گسپری (به لاتین: Alcide de Gasperi Building) یک ساختمان و سازه (ساختمان) در لوکزامبورگ است که در لوکزامبورگ (شهر) واقع شده‌است.